# Pronoo
Pronoo (in greco antico Πρόνοος), o Temeno è un personaggio della mitologia greca, figlio di Fegeo, re di Psofi (o Psofide) in Arcadia.
Secondo Pausania i nomi dei tre figli di Fegeo erano Alfesibea, Assione e Temeno, mentre secondo Apollodoro i nomi dei figli (sempre tre) furono Arsinoe, Pronoo ed Agenore. 

Seppur vissute con nomi diversi, le vicende dei tre figli sono comunque simli ed il mito e la morte dei due fratelli è molto simile in entrambe le versioni.

## Mitologia
Il padre Fegeo, ordinò ai due figli maschi (Pronoo ed Agenore) di tendere un'imboscata all'ex cognato Alcmeone per ucciderlo e così fecero. 

Calliroe però, la nuova sposa di Alcemone chiese vendetta e mandò i suoi due figli (Acarnano e Anfotero) a vendicarlo e questi li attesero sulla via di Delfi incontrando Pronoo ed Agenore che furono uccisi.
Secondo Pausania, i figli di Fegeo regnavano su Psofi al tempo della guerra di Troia.